# Oldboy (película de 2003)
Oldboy (en coreano: 올드보이, romanizado: Oldeuboi;  llamada Oldboy: Cinco días para vengarse en México) es una película de thriller, drama y neo noir surcoreana dirigida por Park Chan-wook. Inspirada en el manga homónimo, guion de Garon Tsuchiya y dibujo de Nobuaki Minegishi, se presentó en 2003 como la segunda entrega de la denominada «Trilogía de la venganza», precedida en esta serie por Sympathy for Mr. Vengeance y continuada por Sympathy for Lady Vengeance.
El largometraje se estrenó el 21 de noviembre de 2003 en Corea del Sur. Obtuvo diversos premios internacionales, entre ellos el Gran Premio del Jurado en el Festival de Cannes de 2004 y el galardón a la mejor película del Festival de Cine de Sitges.

## Argumento
En 1988, el insoportable y antipático empresario Oh Dae-su es arrestado por embriaguez, lo que le impide asistir al cuarto cumpleaños de su hija. Joo-hwan, quien ha sido su mejor amigo desde el colegio, va a recogerlo a la comisaría, pero Dae-su desaparece y despierta en una habitación de hotel sellada. Diariamente lo alimentan por una puerta para mascotas solo con comida china para llevar, y su única distracción es un televisor gracias al cual se entera de que ha sido inculpado del asesinato de su esposa. Con el paso de los años, la soledad le causa trastornos mentales e intenta suicidarse sin éxito. Dae-su entonces comienza a practicar artes marciales contra la pared e intenta cavar un túnel de escape.
En 2003, Dae-su es sedado, hipnotizado y liberado tras 15 años. Despierta en una azotea, donde salva a un suicida y le cuenta su historia; una vez terminado, le permite que reanude su suicidio. Ya en la calle, recibe dinero y un teléfono de un mendigo y entra en un restaurante de sushi. Provocado por su captor por teléfono, quien se identifica con el apodo Evergreen, Dae-su pide y devora un pulpo vivo antes de desmayarse, siendo acogido por la joven chef de sushi, Mi-do, Dae-su intenta violarla sin éxito; tras lo cual intenta irse con pesar, pero se reconcilian cuando ella reconoce sentirse atraída por Dae-su pero le pide que espere hasta que se sienta preparada para intimar con él.
Dae-su busca a su hija, pero se da por vencido al enterarse de que fue adoptada y emigró viviendo actualmente una buena vida. Centrándose en sus captores, revisa restaurantes chinos hasta que identifica el que prepara la comida de la prisión y tras seguir al repartidor, encuentra una prisión privada donde la gente paga para que encarcelen a otros. Allí tortura e interroga al alcaide, el Sr. Park, quien revela que Dae-su fue encarcelado por alguien que lo odia porque "habla demasiado". Los guardias de Park atacan a Dae-su, pero este logra derrotarlos e irse. Estando malherido por la pelea, un desconocido lo ayuda a tomar un taxi hasta la casa de Mi-do, dejando entrever que conoce a ambos.
Dae-su se reencuentra con Joo-hwan, quien ahora es dueño de un cibercafé y nunca creyó que su amigo matara a su esposa, por lo que acepta ayudarlo tras oír su historia. Se revela que el hombre que ayudó a Dae-su en la calle es Evergreen, quien además ha plantado emails falsos para hacerle creer que Mi-do es su cómplice, razón por la cual la ata en su departamento para interrogarla hasta que Joo-hwan lo llama y le informa que rastreó los correos hasta el departamento contiguo al de Mi-do, lugar donde Dae-su se encuentra a Evergreen.
Aunque la intención de Dae-su es torturar y matar a su captor, Evergreen le hace ver que si hace lo vivirá sin saber porqué lo secuestró y le da un ultimátum: si dentro de los próximos cinco días descubre por qué lo hizo, él mismo se quitará la vida desactivando su marcapasos; de lo contrario, matará a Mi-do y a toda mujer que conozca durante su vida y lo ame.
Dae-su regresa con Mi-do descubriendo que Park y sus matones la secuestraron y ahora se prepara para torturar a Dae-su, pero Evergreen lo llama y le paga para que los libere; mientras se retiran, Dae-su jura a Park que le cortará la mano con que golpeó a Mi-do. Una vez solos la joven señala a Dae-su estar lista y pasan la noche teniendo relaciones sexuales en un motel.
A la mañana siguiente, Dae-su despierta y encuentra la mano de Park envuelta en una caja, gracias a ello deduce que Evergreen ha puesto micrófonos en sus pertenencias para espiarlo y tras encontrarlos se deshace de ellos; viéndose incapaz de vigilar a Dae-su, Evergreen finge ser un cliente del cibercafé para poder vigilar sus movimientos.
Dae-su analiza el seudónimo de Evergreen y recuerda que en su época de estudiante el lema de su instituto era: "Evergreen Old Boys" (exalumnos de Evergreen). En los anuarios del instituto Dae-su identifica a Evergreen como Lee Woo-jin y encuentra pistas de una chica llamada Lee Soo-ah, que parece ser clave en su historia. Al consultar a Joo-hwan, este le dice que Soo-ah era una compañera de promoción famosa por ser "una puta mojigata que durmió con la mitad de la escuela" y como Dae-su se mudó antes de acabar el año no se enteró de que la joven se suicidó saltando desde la represa local tras quedar embarazada. Al oílo, Woo-jin asesina a Joo-hwan por faltar el respeto a la memoria de su hermana. Ante esto, Dae-su se reúne con Park, quien quiere venganza por la amputación de su mano y acepta cuidar a Mi-do hasta el quinto día. 
Investigando con los amigos de Soo-ah, Dae-su descubre que la mala fama de la joven era infundada y, para su sorpresa, le aseguran que esos rumores los iniciaron él y Joo-hwan. Dae-su entonces recuerda como el día que se mudaba conversó con una chica a la cual después vio entrar junto a otro muchacho a un salón donde tuvieron sexo; antes de irse de la ciudad le comentó esto a su mejor amigo haciéndolo prometer mantener el secreto; pero gracias a la descripción, Joo-hwan dedujo sus identidades y reveló a todos que Dae-su los descubrió en una relación incestuosa.
Comprendiendo que Woo-Jin lo culpa de iniciar los eventos que propiciaron las desgracias de su hermana, Dae-su lo visita en su penthouse donde este niega haber embarazado a su hermana y explica que los rumores se tergiversaron hasta inventar que estaba embarazada, por lo que Soo-ah desarrolló un embarazo psicológico, lo que la llevó al suicidio, sin embargo, Dae-su encuentra una foto de la chica tomada en la represa el día de su muerte especulando que en realidad su hermano la mató.
Woo-jin explica que antes de liberarlo sometió tanto a él como a Mi-do a sesiones de hipnosis y por medio de sugestión post hipnótica propició su encuentro y enamoramiento; tras esto, le regala a Dae-su un álbum de fotos familiar, cuyo contenido revela que Mi-do es en realidad la hija de Dae-su. Además revela que Park no solo nunca ha dejado de trabajar para él, también está a punto de hacer que Mi-do abra una caja similar y descubra su parentesco. Desesperado por evitar que la joven se entere de la verdad, Dae-su suplica y se humilla y cuando Woo-jin no se conmueve, se corta la lengua como penitencia. Woo-jin acepta su disculpa, instruyendo a Park que no revele a Mi-do la verdad y se retira dejando caer el control remoto de su marcapasos. Dae-su lo usa, pero solo reproduce una grabación de ambos teniendo teniendo sexo, lo que lo hace derrumbarse en desesperación. Woo-jin sale del penthouse y, recuerda que ese día en la represa si estaba presente pero lo que en realidad sucedió es que fracasó al evitar el suicidio de su hermana, tras lo cual se dispara en la cabeza.
Tiempo después, Dae-su localiza a la hipnotizadora que usó Woo-jin y le pide que borre de su memoria que Mi-do es su hija. Conmovida por una línea específica de su carta, (¿acaso solo por ser un monstruo no tengo derecho a vivir feliz?) lo guía a visualizar la parte de sí mismo que conoce la verdad muriendo. Mi-do, preocupada, lo encuentra tendido solo en la nieve, le confiesa su amor y ambos se abrazan mientras Dae-su sonríe, pero su sonrisa se convierte lentamente en una mueca torturada.

## Reparto
- Min Sik Choi como Dae Su Oh
- Yoo Ji Tae como Woo Jin Lee
- Kang Hye-jung como Mi Do
- Oh Dal-su como Park Cheol Woong
- Dae Han Ji como Joo Hwan
- Lee Seung Shin como Yoo Hyung Ja
- Yoon Jin-seo como Lee Soo Ah
- Lee Dae Yeon como un mendigo
- Oh Kwang-rok como un suicida
- Tae Kyung Oh como Dae Su (joven)
- Yeon Suk Ahn como Woo Jin (joven)
- Il-han Oo como Joo Hwan (joven)
- Kim Byeong-ok como el señor Han

## Equipo técnico
- Director: Chan-wook Park
- Guion: Joon-hyung Lim, Nobuaki Minegishi, Chun-hyeong Lim, Jo-yun Hwang, Chan-wook Park.
- Producción: Syd Lim, Dong-Joo Kim
- Producción ejecutiva: Dong-ju Kim
- Música: Yeong-wook Jo
- Fotografía: Chung-hoon Chung
- Edición: Sang-beom Kim
- Diseño de producción: Seong-hie Ryu
- Dirección de arte: Sang-man Oh
- Diseño de vestuario: Sang-gyeong Joe
- Sonido: Sang-gyeong Jo, Seung-cheol Lee.
- Efectos visuales: C. Jin Im, Sung-jin Jung, Jeon-hyeong Lee, Ju-won Lee, Il Hwan Na.

## Estreno
- Corea del Sur: 21 de noviembre de 2003.
- España: 28 de enero de 2005.
- Argentina: 12 de marzo de 2004 en el Festival Internacional de Cine de Mar del Plata, 13 de abril de 2004 en el Buenos Aires Festival Internacional de Cine Independiente, 10 de noviembre de 2004 en salas de cine.
- Francia: mayo de 2004 en el Festival de Cine de Cannes.
- México: 19 de agosto de 2004.
- Venezuela: 22 de septiembre de 2004.

## Adaptaciones
La película está basada en el manga homónimo con guion de Garon Tsuchiya y dibujo de Nobuaki Minegishi, y poco tiempo después de su estreno, Show East vendió los derechos del manga a DreamWorks, acto que terminó en una demanda por parte de la compañía creadora del manga. Tras intentos de adaptar el manga en los Estados Unidos, y al estar en proceso una adaptación dirigida por Steven Spielberg y protagonizada por Will Smith, la cual terminó cancelada, se realizó una nueva versión en 2013, protagonizada por Josh Brolin y dirigida por Spike Lee, con un guion escrito por Mark Protosevich, la cual fue un fracaso crítico y comercial.[cita requerida]
En el 2006 se estrenó Zinda, una película descaradamente plagiada de Oldboy, dirigida y escrita por Sanjay Duptta. Este plagio llevó a una gran controversia y una demanda en contra de White Feather Films (productora de Zinda), la cual no progresó tras el cierre de esta productora.[cita requerida]

## Premios y nominaciones
| Año  | Premios                                                     | Categoría                                   | Resultado |
| ---- | ----------------------------------------------------------- | ------------------------------------------- | --------- |
| 2004 | Festival de Cannes                                          | Palma de Oro                                | Nominada  |
| 2004 | Festival de Cannes                                          | Gran Premio del Jurado                      | Ganadora  |
| 2004 | Premios Grand Bell                                          | Mejor música (Yeong-wook Jo)                | Ganadora  |
| 2004 | Premios Grand Bell                                          | Mejor iluminación                           | Ganadora  |
| 2004 | Premios Grand Bell                                          | Mejor montaje (Sang-Beom Kim)               | Ganadora  |
| 2004 | Premios Grand Bell                                          | Mejor director (Chan-wook Park)             | Ganador   |
| 2004 | Premios Grand Bell                                          | Mejor actor (Min-sik Choi)                  | Ganador   |
| 2004 | Festival de Cine Asia-Pacífico                              | Mejor director (Chan-wook Park)             | Ganadora  |
| 2004 | Festival de Cine Asia-Pacífico                              | Mejor actor (Min-sik Choi)                  | Ganador   |
| 2004 | Festival Internacional de Cine de Bergen                    | Premio de la audiencia a Chan-wook Park     | Ganadora  |
| 2004 | Premios del Cine Europeo                                    | Premio Screen Internacional                 | Nominada  |
| 2004 | Festival de Cine de Sitges                                  | Mejor película                              | Ganadora  |
| 2004 | Festival de Cine de Sitges                                  | Premio José Luis Guarner de la crítica      | Ganadora  |
| 2004 | Festival de Cine de Estocolmo                               | Premio de la audiencia                      | Ganadora  |
| 2004 | British Independent Film Awards                             | Mejor película extranjera                   | Ganadora  |
| 2005 | Premios del Cine de Hong Kong                               | Mejor película asiática                     | Ganadora  |
| 2005 | Golden Kinnaree (Festival Internacional de Cine de Bangkok) | Mejor película                              | Nominada  |
| 2005 | Golden Kinnaree (Festival Internacional de Cine de Bangkok) | Mejor director (Chan-wook Park)             | Ganadora  |
| 2005 | Premios Satellite                                           | Mejores extras en DVD                       | Nominada  |
| 2006 | Online Film Critics Society                                 | Mejor película extranjera                   | Nominada  |
| 2006 | Premios Chlotrudis                                          | Mejor guion adaptado                        | Nominada  |
| 2006 | Broadcast Film Critics Association                          | Mejor película en lengua extranjera         | Nominada  |
| 2006 | Premios de la Asociación de Críticos de Cine de Austin      | Mejor película extranjera                   | Ganadora  |
| 2006 | Premios de la Asociación de Críticos de Cine de Chicago     | Mejor película extranjera                   | Nominada  |
| 2006 | Premios Saturn                                              | Mejor película de acción/aventuras/thriller | Nominada  |
| 2007 | Premios Saturn                                              | Mejor edición especial en DVD               | Nominada  |

## Relación manga-película
La película OldBoy es la adaptación de un manga publicado en 1997 por Garon Tsuchiya. Las historias siguen el mismo tema, pero los obstáculos y los motivos son diferentes, así como los personajes, sus nombres, personalidades y algunas escenas.
Diferencias: 
·*El manga se ubica en Japón, la película en Corea del Sur. 
- En el manga, la prisión pertenece a la Yakuza (porque en el manga sí que dejan claro que es la Yakuza quien ofrece esos tipos de servicio), y no a una organización criminal de menor tamaño.

- En el manga, la habitación es de concreto sin decoraciones, en la película, está decorada como una habitación de hotel.

- El tiempo de encierro en el manga es de 10 años, en la película de 15.

- El protagonista del manga es mucho más atlético que el de la película.

- No hay referencias simbólicas en el manga como los tatuajes o las alas de ángel.

- En el manga el protagonista no está casado ni tiene una hija, justamente es secuestrado un día antes de su boda.

- En el manga, la mujer que pronto sería esposa del protagonista no es asesinada, y hay un momento en que se reencuentran el protagonista y ella.

- En el manga se aclara que el protagonista fue encerrado a los 25 años; en la película, no hay referencias sobre su edad.

- El protagonista en el manga no utiliza un martillo como arma, y no se enfrenta contra miembros de la organización de la prisión tan frecuentemente ni a tal nivel como el de la película.

- El personaje del guardaespaldas tiene mucho más valor en el manga y aparece muy recurrentemente, además que en el manga es un personaje cambiante porque finalmente se pone del lado del héroe y se aclara que es un ex-espía que comenzó a trabajar de manera privada.

- El amigo del protagonista es dueño de un pequeño bar en el manga y no de un cibercafé como en la película. Ese bar es casi una residencia para el protagonista durante el manga, además de una localización de peso para la trama, el primer encuentro con el antagonista, por ejemplo. Pero no solo en su negocio recae la diferencia, mientras en la película su aparición es muy breve, en el manga se extiende por toda la trama.

- El antagonista del manga encerró al protagonista ya que este se conmovió al escucharlo cantar cuando acudían a la misma escuela mientras todos se burlaron de él, provocando un remordimiento por el sentimiento de soledad que este le provocaba, además, como parte de la hipnosis del enamoramiento con su novia, se borraron estos recuerdos de la mente del protagonista, por lo que recurrió a la hipnotizadora para desbloquearlos. En la película, el antagonista encerró al protagonista por esparcir el rumor de su relación incestuosa con su hermana y no hubo una hipnosis para olvidar este hecho.

- En el manga, la novia del protagonista no es su hija, lo cual es una diferencia importante.